# Phaeogenes picipes
Phaeogenes picipes là một loài tò vò trong họ Ichneumonidae.